# 町村組合
町村組合（ちょうそんくみあい）は、町村制のもとで、主に公益上の必要がある場合に設立された法人。制度は地方自治法第三章の「地方公共団体の組合」に引き継がれた。本項では、地方自治法制定前の市制における市町村組合、郡制における郡組合、府県制における府県組合、都制における都府県組合（都市町村組合）についても述べる。

## 概要

### 町村制
当初、町村制（明治21年4月25日法律第1号）第6章に規定され、設立できる場合について同法第116条が定めていた。
1. 数町村の事務を共同処分するため、その協議により監督官庁の許可を得た場合（第116条第1項）
2. 法律上の義務を負担するに堪えるべき資力を有せざる町村で、他の町村と合併する協議が整わず、またその事情により合併を不便となすときで、郡参事会で議決した場合（第116条第2項）

解散には監督官庁の許可が必要とされた（第118条）。
町村制改正法律（明治44年4月7日法律第69号）で設立できる場合について以下のように改められた。
1. 町村がその事務の一部を共同処理するため、その協議により府県知事の許可を得た場合（第129条第1項）
2. 町村が特別の必要ある場合においては、その協議により府県知事の許可を得た場合（第129条第2項）
3. 公益上必要ある場合においては、府県参事会の議決を経て内務大臣の許可を得た場合（第129条第3項）

このうち第129条第3項は町村制中改正法律（昭和18年3月20日法律第81号）で改正され、公益上必要ある場合においては府県知事は勅令の定める所により町村組合を設置できるとされたほか、勅命で別段の規定を設けることができるとされた。

### 市制等
以下の市制等にも同様の組合の規定があった。
市制（市町村組合）
当初の市制（明治21年4月25日法律第1号）には規定がなかったが、市制改正法律（明治44年4月7日法律第68号）により制度化された。町村はその事務の一部を共同処理するため、その協議により府県知事の許可を得て市町村組合を設置できる（同法第149条第1項）。また、公益上必要ある場合においては、府県参事会の議決を経て内務大臣の許可を得て市町村組合を設置できる（同法第149条第2項）。
郡制（郡組合）
郡制改正法律（明治32年3月16日法律第65号）により制度化された。特定の事務を共同処理する必要ある場合で、府県参事会の議決を経て内務大臣の許可を得て郡組合を設置できる（同法第105条）。
府県制（府県組合）
府県制改正法律（明治32年3月16日法律第64号）には規定はなく、府県制中改正法律（大正3年4月1日法律第35号）により制度化された。府県はその事務の一部を共同処理するため、その協議により規約を定め内務大臣の許可を得て府県組合を設置できる（同法第126条の2）。
都制（都府県組合または都市町村組合）
都制（昭和18年6月1日法律第89号）により制度化された、都と府県または都外の市町村とが、その事務の一部を共同処理するため組織する組合（同法第173条）。設置等は東京都制施行令（昭和18年6月19日勅令第509号）で定められ、公益上必要ある場合に内務大臣が都議会や関係府県会の意見を聴き設置するとされた。

## 町村組合の実施例

### 北海道
- 浦河町外3ヶ村組合（浦河町・西舎村・杵臼村・荻伏村、1902年～1910年）

→浦河町外2ヶ村組合（1910年～1915年） - 荻伏村の町村組合離脱による改組
- 南富良野村・占冠村組合（1919年～1932年） - 共同で組合役場を設置。
- 弁辺村・虻田村組合（1902年～1909年） - 共同で組合役場を設置。

### 岩手県
- 大迫町外二箇所組合（大迫町・内川目村・外川目村、1889年～1892年）

→内川目・外川目組合村（1892年～1946年） - 大迫町の町村組合離脱による改組
- 雫石・西山・御明神組合村（1889年～1897年）
- 岩泉・安家・有芸組合村（1889年～1922年）

→岩泉町外二箇所組合（岩泉町・安家村・有芸村、1922年～1928年） - 岩泉村の町制施行による改組
- 姉帯・田部組合村（1889年～1947年）
- 玉山・藪川組合村（1889年～1954年）
- 川井・門馬組合村（1889年～1955年）

### 福島県
- 津島・葛尾組合村（1889年～1923年）
- 飯曽・石橋組合村（1889年～1942年）
- 新舘・大須組合村（1889年～1942年）
- 猪苗代町外二ヶ村組合（猪苗代町・磐保村・磐瀬村、1889年～1941年）[2]
- 北山・大塩・檜原組合村（1889年～1954年）[2]
- 姥堂・塩川組合村（1889年～1909年）[2]

→塩川町・姥堂村組合（1909年～1954年） - 塩川村の町制施行による改組
- 山都・木幡・山郷・小川組合村（1889年～1950年）[2]
- 相川・朝倉・一ノ木・早稲谷組合村（1889年～1954年）[2]
- 柳津村外二ヶ村組合（柳津村・倉戸村・飯谷村、1889年～1921年）[3]
- 塔寺村外四ヶ村組合（塔寺村・気多宮村・坂本村・新舘村・船杉村、1889年～1923年）[3]
- 高寺村外二ヶ村組合（高寺村・束松村・片門村、1889年～1954年）[3]
- 野沢村外二ヶ村組合（野沢村・正中村・芹草越村、1889年～1907年）[3]

→野沢町外二ヶ村組合（野沢町・正中村・芹草越村、1907年～1921年） - 野沢村の町制施行による改組
- 尾野本村外三ヶ村組合（尾野本村・登世島村・睦合村・下谷村、1889年～1954年）[3]
- 群岡村外二ヶ村組合（群岡村・上野尻村・宝坂村、1889年～1954年）[3]
- 尾岐・東尾岐組合村（1889年～1955年）[2]
- 中ノ川・東川組合村（1889年～1940年）[2]
- 高田・田川組合村（1889年～1896年）[2]

→高田町田川村組合（1896年～1927年） - 高田村の町制施行による改組
- 川口・本名組合村（1889年～1955年）[2]
- 横田・大滝組合村（1889年～1940年）[2]
- 新郷村外一ヶ村組合（新郷村・千咲村、1889年～1955年）[3]
- 小梁・八幡・布沢組合村（1889年～1940年）[2]
- 長江・二川組合村（1889年～1928年）[2]
- 伊南・大川・檜枝岐組合村（1889年～1955年）[2]
- 氷玉岡・川路組合村（1889年～1925年）[2]
- 西川村外二ヶ村組合（西川村・原谷村・三谷村、1889年～1942年）[2]
- 近津・山岡組合村（1889年～1955年）
- 上小川・下小川組合村（1889年～1955年）
- 田人・石住・貝泊・荷路夫組合村（1889年～1941年）
- 永戸・箕輪組合村（1889年～1955年）
- 沢渡・三阪組合村（1889年～1955年）
- 滑津・吉子川組合村（1889年～1955年）

### 埼玉県
- 共和組合村（共和村・上真下村・吉田林村、1889年～1900年）
- 金屋組合村（金屋村・田端村・保木野村、1889年～1892年）
- 吾妻組合村（久米村・北秋津村・荒幡村、1889年～1891年）
- 山口組合村（山口村・上山口村・勝楽寺村、1889年～1902年）
- 太田組合村（太田村・真名板村・藤間村・関根村、1889年～1901年）
- 中島組合村（北荻島村・中手子林村、1889年～1901年）
- 中条組合村（上中条村・今井村・小曽根村・大塚村、1889年～1909年）
- 妻沼組合村（妻沼村・弥藤吾村、1889年～1913年）
- 吉岡組合村（吉岡村・楊井村、1889年～1910年）
- 日勝組合村（岡泉村・実ケ谷村・千駄野村・上野田村・下野田村・小久喜村・爪田ケ谷村・太田新井村・彦兵衛村、1889年～1895年）
- 深作村外3ヶ村組合（深作村・丸ヶ崎村・宮ヶ谷塔村・小深作村、1889年～1892年）
- 大谷村外6ヶ村組合（大谷村・膝子村・東宮下村・新堤村・猿ヶ谷戸村・東門前村・風渡野村、1889年）

→膝子村外6ヶ村組合（1889年～1913年）
- 原市町外1ヶ村組合（原市町・瓦葺村、1889年～1913年）

### 千葉県
- 白井・谷清組合村（1889年～1912年）
- 千代田村・豊四季組合村（1889年～1914年）
- 田中村・十余二組合村（1889年～1914年）
- 関・豊岡組合村（1889年～1926年）

### 東京府
- 中神村外八ヶ村組合（中神村・郷地村・福島村・築地村・宮沢村・大神村・上川原村・田中村・拝島村、1893年～1902年）

→中神村外七ヶ村組合（1902年～1928年） - 拝島村の離脱による改組
- 中藤村外三ヶ村組合（中藤村・横田村・三ツ木村・岸村、1893年～1908年）

→中藤村外二ヶ村組合（1908年～1917年） - 中藤村と横田村の合併による改組
- 高木村外五ヶ村組合（高木村・清水村・狭山村・奈良橋村・蔵敷村・芋窪村、1893年～1919年）
- 五日市町外四ヶ村組合（五日市町・三ッ里村・明治村・小宮村・戸倉村、1893年～1918年）
- 箱根ヶ崎村外三ヶ村組合（箱根ヶ崎村・殿ヶ谷村・石畑村・長岡村、1893年～1940年）
- 福生・熊川組合村（1893年～1940年）
- 菅生村外四ヶ村組合（菅生村・平井村・草花村・原小宮村・瀬戸岡村、1893年～1921年）

### 神奈川県
- 柿生村外一ヶ村組合（柿生村・岡上村、1889年～1939年）
- 煤ヶ谷村外一ヶ村組合（煤ヶ谷村・宮ヶ瀬村、1889年～1956年）
- 鎌倉東西組合村（東鎌倉村・西鎌倉村、1892年～1894年）
- 名倉・日連組合村（1889年～1955年）
- 上中・山田組合村（1889年～1946年）
- 早川・江ノ浦・石橋・米神・根府川組合村（1889年～1913年）
- 真鶴村外2ヶ村組合（真鶴村・岩村・福浦村、1889年～1946年）
- 川西村外4ヶ村組合（川西村・神縄村・湯触村・谷ケ村・山市場村、1889年～1911年）

→川西村外3ヶ村組合（川西村・神縄村・谷ケ村・山市場村、1911年～1923年） - 川西村・湯触村の合併による改組
- 中川・玄倉・世附組合村（1889年～1909年）
- 青山・長竹組合村（1889年～1909年）
- 中野・太井・又野・三ケ木村・根小屋組合村（1889年～1925年）
- 富士見村・俣野村・長尾村組合（1889年～1915年） - 共同で組合役場を設置。
- 箱根駅外二ヶ村組合（箱根駅・元箱根村・芦之湯村、1889年～1892年）

→箱根町外二ヶ村組合（箱根町・元箱根村・芦之湯村、1892年～1954年） - 箱根駅の町制施行による改組
- 小原町外一駅一ヶ村組合（小原町・与瀬駅・千木良村、1889年～1913年）

→小原町外二ヶ町村組合（小原町・与瀬町・千木良村、1913年～1930年） - 与瀬駅の町制施行による改組
→与瀬町外二ヶ町村組合（小原町・与瀬町・千木良村、1930年～1955年）
- 吉野駅外二ヶ村組合（吉野駅・小淵村・沢井村、1889年～1913年）

→吉野町外二ヶ村組合（吉野町・小淵村・沢井村、1913年～1954年） - 吉野駅の町制施行による改組

### 山梨県
- 本建・硯島組合村（1889年～1911年）
- 勝沼・等々力組合村（1889年～1896年）

→勝沼町・等々力村組合（1896年～1942年）

### 長野県
- 和田村外4箇村組合（和田村・南和田村・八重河内村・木沢村、上村、1889年～1947年）

→和田村外3箇村組合（1947年～1950年） - 上村が脱退
→和田村外2箇村組合（1950年～1955年） - 木沢村が脱退
- 田立・山口組合村（1889年～1897年）

### 岐阜県
- 池田村・本郷村組合（1905年～1950年） - 共同で組合役場を設置。

### 静岡県
- 東山・日坂組合村（1889年～1901年）
- 原里・印野組合村（1889年～1913年）
- 富岡・須山組合村（1889年～1899年）
- 高根・須走組合村（1889年～1956年）
- 足柄・菅沼組合村（1889年～1912年）
- 久能・大谷組合村（1889年～1934年）
- 北賤機・南賤機組合村（1889年～1909年）
- 中泉町・梅原村組合（1889年～1929年）

### 愛知県
- 上津具・下津具組合村（1903年～1922年）
- 稲橋・武節組合村（1897年～1940年）
- 布里・一色・只持・塩瀬・愛郷組合村（1897年～1906年）
- 松平・豊栄組合村（1889年～1906年）
- 清水町・杉村組合（1890年～1921年）
- 室場村外三か村組合（室場村・花明村・家武村・平原村、1889年～1932年）

### 三重県
- 雲林院村・河内村組合（1889年～1956年） - 共同で組合役場を設置。

### 奈良県
- 櫛羅村外七ヶ村組合（櫛羅村・鎌田村・東松本村・竹田村・小林村・楢原村・三室村・西松本村、1889年～1915年）
- 土庫・松塚組合村（1889年～1927年）

### 和歌山県
- 豊原・三川組合村（1902年～1929年）
- 九重・玉置口組合村（1889年～1956年）

### 大阪府
- 枚岡南・池島組合村（1889年～1929年）

### 兵庫県
- 阿那賀・伊加利組合村（1889年～1895年）

### 鳥取県
岩美郡（旧邑美郡・法美郡・岩井郡）
- 大路村・三戸古村組合（1889年～1918年） - 合併で米里村となり組合村解消[4]。
- 登儀村・上舟村組合（1889年～1918年） - 合併で成器村となり組合村解消[4]。
- 志保美村・元塩見村組合（1889年～1917年） - 合併で塩見村となり組合村解消[4]。
- 新宮村・高野村組合（1889年～1917年） - 合併で小田村となり組合村解消[4]。
- 浦富村・牧谷村組合（1889年～1925年） - 合併で浦富村（2代）となり組合村解消[4]。

八頭郡（旧八上郡・八東郡・智頭郡）
- 伊井田村・大江村組合（1889年～1918年） - 合併で大伊村となり組合村解消[4]。
- 久長村・三保村組合（1889年～1893年） - 合併で河原村となり組合村解消[4]。
- 佐貫村・宇戸村組合（1889年～1917年） - 合併で散岐村となり組合村解消[4]。
- 曳田村・五総村・明治村組合（1889年～1893年）

→五総村・明治村組合（1893年～1915年） - 曳田村の離脱による改組。合併で西郷村となり組合村解消。
- 八東村・小畑村組合（1889年～1916年） - 合併で八東村（2代）となり組合村解消[4]。
- 若桜村・赤松村組合（1889年～1909年） - 合併で若桜町となり組合村解消[4]。
- 菅野村・池田村組合（1889年～1892年） - 1892年分離独立[4]。
- 上私都村・中私都村組合（1889年～1892年） - 1892年分離独立[4]。
- 用瀬村・社村組合（1889年～1892年） - 1892年分離独立[4]。
- 智頭村・富沢村組合（1889年～1893年） - 1893年3月15日分離独立[4]。
- 大内村・山郷村・虫井村組合（1889年～1912年）

→大内村・虫井村組合（1912年～1919年） - 山郷村の離脱による改組。合併で山形村となり組合村解消。
気高郡（旧高草郡・気多郡）
- 海徳村・蒲野部村組合（1889年～1917年） - 合併で大正村となり組合村解消[4]。
- 東郷村・福富村組合（1889年～1917年） - 合併で東郷村（2代）となり組合村解消[4]。
- 砂見村・岩坪村組合（1889年～1918年） - 合併で神戸村となり組合村解消[4]。
- 穏治村・明治村組合（1889年～1914年） - 合併で明治村（2代）となり組合村解消[4]。
- 宝木村・光元村組合（1889年～1914年） - 合併で宝木村（2代）となり組合村解消[4]。
- 正条村・八束水村組合（1889年～1915年） - 合併で正条村（2代）となり組合村解消[4]。

東伯郡（旧河村郡・久米郡・八橋郡）
- 東竹田村・西竹田村・源村組合（1889年～1911年） - 合併で竹田村となり組合村解消[4]。
- 賀茂村・高勢村組合（1889年～1907年） - 合併で旭村となり組合村解消[4]。
- 鼎村・三徳村組合（1889年～1917年） - 合併で三徳村（2代）となり組合村解消[4]。
- 小鹿村・神中村組合（1889年～1917年） - 合併で小鹿村（2代）となり組合村解消[4]。
- 東郷村・松崎村組合（1889年～1951年）（東郷村・松崎村組合を参照）
- 久津賀村・泊村・三橋村組合（1889年～1918年） - 合併で泊村（2代）となり組合村解消[4]。
- 西志村・福米村・東志村組合（1889年～1917年） - 合併で高城村となり組合村解消[4]。
- 常盤村・瑞穂村組合（1889年～1917年） - 合併で大誠村となり組合村解消[4]。
- 逢束村・市勢村・伊勢崎村組合（1889年～1940年） - 合併で浦安村となり組合村解消[4]。
- 古布庄村・三本杉村組合（1889年～1900年） - 合併で古布庄村（2代）となり組合村解消[4]。
- 勝田村・保永村組合（1889年～1898年） - 合併で成美村となり組合村解消[4]。

西伯郡（旧会見郡）
- 東長田村・上長田村組合（1889年～1913年） - 1913年分離独立[4]。
- 古豊千村・八幡村・王子村組合（1889年～1912年） - 合併で春日村となり組合村解消[4]。

日野郡
- 野上村・二部村組合（1889年～1921年） - 合併で二部村（2代）となり組合村解消[4]。
- 黒坂村・菅福村組合（1889年～1913年） - 合併で黒坂村（2代）となり組合村解消[4]。
- 印賀村・菅沢村組合（1889年～1917年） - 合併で大宮村となり組合村解消[4]。
- 宮内村・霞村組合（1889年～1921年） - 合併で日野上村となり組合村解消[4]。
- 石見村・福成村組合（1889年～1912年） - 合併で石見村（2代）となり組合村解消[4]。
- 渡村・安井村組合（1889年～1913年） - 合併で日野村となり組合村解消[4]。
- 真住村・根雨村組合（1889年～1913年） - 合併で根雨町となり組合村解消[4]。
- 金岩村・溝口村・栄村組合（1889年～1914年） - 合併で溝口村（2代）となり組合村解消[4]。
- 米原村・金沢村組合（1889年～1918年） - 合併で日光村となり組合村解消[4]。
- 日吉村・吉寿村組合（1889年～1912年） - 合併で八郷村となり組合村解消[4]。

### 岡山県
- 神代村・東江原村組合（1889年～1900年） - 合併で荏原村となり組合村解消[5]。
- 山村・下鴫村・上鴫村組合（1889年～1900年） - 合併で共和村となり組合村解消[5]。

### 長崎県
- 平戸町村組合（1889年～1902年）
- 古部伊福組合村（1889年～1926年）
- 戸町小ヶ倉組合村（1889年～1898年）

### 熊本県
- 白石・並建・畠口組合村（1889年～1955年）
- 銭塘・内田組合村（1889年～1956年）
- 奥古閑・海路口組合村（1889年～1956年）
- 沖新・中島・中原組合村（1889年～1941年）
- 深田・木上組合村（1889年～1894年）
- 五木村・四浦村組合（1889年～1896年） - 共同で組合役場を設置。